# Friesodielsia fornicata
Friesodielsia fornicata (Roxb.) D.Das – gatunek rośliny z rodziny flaszowcowatych (Annonaceae Juss.). Występuje naturalnie w Mjanmie oraz Indiach (w stanach Arunachal Pradesh, Assam i Meghalaya oraz na wyspach Andamanach i Nikobarach). 

## Morfologia
PokrójZimozielony krzew o pnących pędach, młodsze są omszone.
LiścieMają kształt od lancetowatego do podłużnie lancetowatego. Mierzą 10–18 cm długości oraz 3–7 cm szerokości. Nasada liścia jest zaokrąglona. Blaszka liściowa jest o spiczastym wierzchołku. Ogonek liściowy jest owłosiony i dorasta do 5–7 mm długości.
KwiatySą pojedyncze, rozwijają się w kątach pędów. Działki kielicha, są zrośnięte u podstawy, mają owalnie lancetowaty kształt i dorastają do 5–10 mm długości. Płatki mają zieloną lub żółtawą barwę, zewnętrzne podłużnie lancetowaty kształt, są omszone i osiągają do 20–40 mm długości, natomiast wewnętrzne są zrośnięte u podstawy, mają owalny kształt i mierzą 6–8 mm długości. Kwiaty mają owłosione słupki o podłużnym kształcie i długości 1–2 mm.
OwoceZebrane w owoc zbiorowy o podłużnym kształcie. Są omszone, osadzone na szypułkach. Osiągają 2 cm długości.

## Biologia i ekologia
Kwitnie od maja do lipca, natomiast owoce pojawiają się od października do grudnia.